# 飲彈
飲彈，又稱吞槍，是人類自殺方法的一種，辦法是指用槍朝自己口腔內射擊的自殺行為。理論上，最有效的方式應該要把槍口放進嘴裡，然後向上顎方向轟擊。這樣子彈會通過腦幹，確保快速而必然的死亡，但如果操作失誤可能會反而造成腦的嚴重傷害，更加痛苦。
現在飲彈往往泛指開槍自殺，尤其是向眉心、太陽穴等開槍。不過，依然有可能无法达到死亡的目的，因為手槍的射入角度，可能因為緊張或其他原因而不能瞄準，或有可能因而成為植物人，終身臥床。